# Sint-Matthiaskerk (Maastricht)
De Sint-Matthiaskerk, ook wel Sint-Matthijs genoemd, is een gotisch kerkgebouw in het centrum van de Nederlandse stad Maastricht, gelegen aan de Boschstraat in het Boschstraatkwartier. De kerk is een van de vier Rooms-katholieke parochiekerken in het centrum van Maastricht en is gewijd aan de heilige apostel Mattias.
Achter de kerk lag vroeger een kerkhof, later pastorietuin, met aan de rand ervan de Sint-Antoniuskapel.

## Geschiedenis
De parochie van Sint-Matthijs is in de middeleeuwen ontstaan als afsplitsing van de Sint-Servaasparochie. Om die reden bleef de Sint-Matthiaskerk tot aan het einde van het ancien régime ondergeschikt aan het Sint-Servaaskapittel en hadden de kanunniken van Sint-Servaas bijvoorbeeld het recht om een nieuwe pastoor aan te wijzen.
De eerste steen voor de huidige kerk werd gelegd in 1351. Aangezien de oudste vermelding van een kerk aan de noordzijde van de Markt dateert uit 1297-98, is deze kerk niet de eerste op deze plaats. De bekende kunsthistoricus prof. J.J.M. Timmers dateerde de markante toren in de late 13e eeuw. Bij de aanleg van nieuwe vloerverwarming in de kerk werd in 1988 het bewijs geleverd dat de huidige kerk niet de oudste is: op anderhalve meter diepte werd in het oostelijk deel een fundering van mergelblokken ontdekt, die niet parallel liep met de huidige kerkmuren, maar wel met de iets gedraaid staande toren. De eerste kerk in dit stadsdeel met veel lakenindustrie lag dus buiten de eerste middeleeuwse stadsmuur. Eind 15e eeuw werd de kerk volgens Matthaeus Herbenus (in zijn De Trajecto instaurato) grondig verbouwd, waarna ze opnieuw werd ingewijd door de Luikse bisschop Jan van Horne. In 1528 ontstond er brand in de toren na blikseminslag. De toren bleef nadien onvoltooid en kreeg pas aan het eind van de 18e eeuw de huidige merkwaardige spits.
In 1566 viel de kerk ten prooi aan beeldenstormers. Van 1576 tot 1579 was de kerk in handen van Calvinisten, maar na het Beleg van Maastricht (1579) mochten de katholieken terugkeren. Na de verovering van de stad door Frederik Hendrik (1632) werd de kerk, samen met de Sint-Janskerk, definitief toegewezen aan de protestanten. De Sint-Matthiasparochie verhuisde naar de Sint-Catharinakapel, de veel kleinere kerspelkapel, aan de overkant van de Boschstraat gelegen. Afgezien van een korte onderbreking (1673-78) bleef de Matthiaskerk in protestantse handen tot de komst van de Fransen in 1794. In 1802 werd de kerk teruggegeven aan de katholieken.
Hoewel de Matthiasparochie nooit de rijkste was in Maastricht, verslechterde de situatie in de loop van de 19e eeuw dramatisch door de komst van grootschalige industrieën in het noordelijk stadsdeel. De armoede en woningnood leidde aanvankelijk tot overbevolking, later tot ontvolking van de buurt, een ontwikkeling die pas in de jaren 1970 gekeerd kon worden. Twee priesters hebben zich met name sterk ingezet om de nood bij de arbeiders te lenigen. Jan Hendrik Wijnen (1836-1909) was van 1864 tot 1884 kapelaan van de Sint-Matthijs. Hij verzette zich met name tegen de kinderarbeid in de fabrieken. Gerrit van Rijt (1870-1959) was van 1895 tot 1910 kapelaan in de Sint-Matthiasparochie. Hij zette zich met name in voor de jonge arbeiders, onder andere door het jongenspatronaat en de patronaatstekenschool voor jeugdige werklieden.
Aan de noordzijde van de Sint-Matthiaskerk aan de Boschstraat werd in 1953 een kapel ingericht, gewijd aan Onze Lieve Vrouw van Banneux. Van 1983 tot 1990 werd de kerk gerestaureerd.

## Beschrijving kerk

### Exterieur
De Sint-Matthiaskerk is een driebeukige kerk, gebouwd in Maasgotische stijl van mergelsteen op een plint van Naamse steen. Opvallend is de niet-voltooide kerktoren van drie geledingen met een flankerend traptorentje aan de zuidwestzijde. De toren staat schuin op de hoofdas van de kerk. De torenbekroning dateert uit 1769. In de westmuur van de toren bevindt zich tevens de hoofdingang van de kerk. De Calvariegroep boven de ingang is een neogotische beeldengroep uit 1882. Achter de toren ligt een driebeukig basilicaal schip en een iets hoger koor met aan de noordzijde de sacristie en aan de zuidzijde een neogotische doopkapel uit 1859. De zijbeuken zijn aanzienlijk lager. Vanaf de Maastrichter Pastoorstraat aan de zuidzijde van de kerk zijn zowel de zuiderzijbeuk, de doopkapel, het priesterkoor en de apsis te zien.

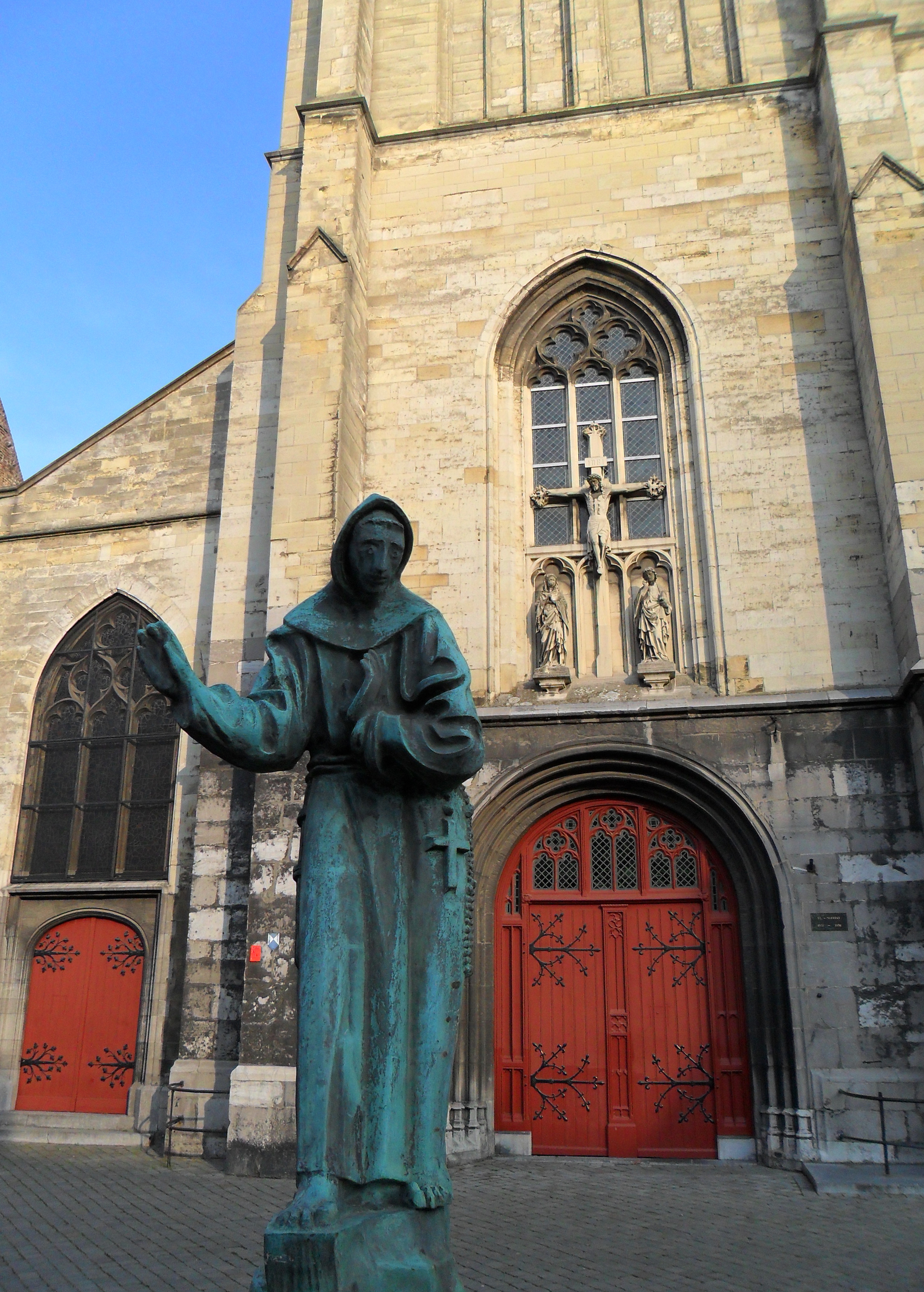
Entree met beeld H. Antonius
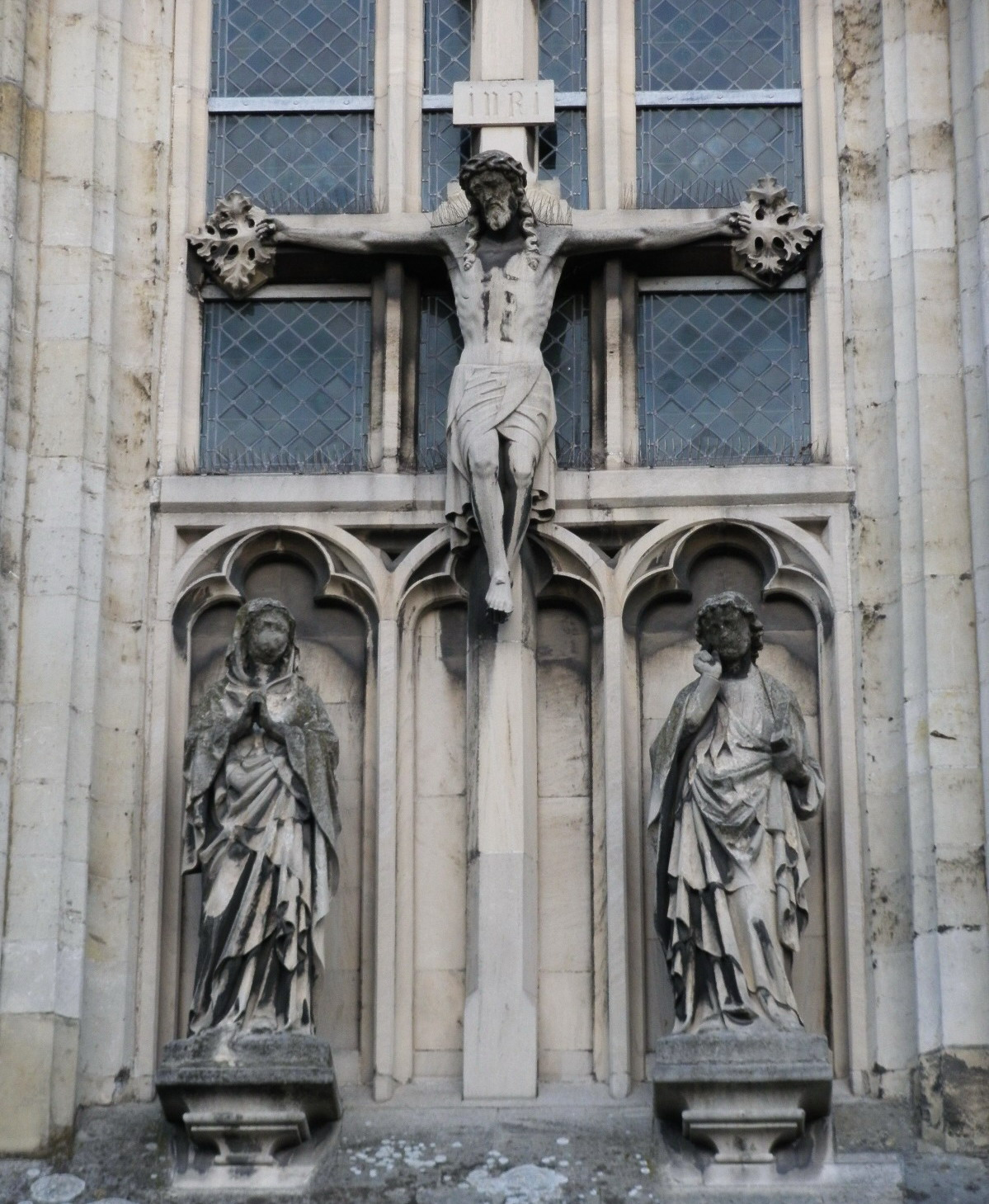
Neogotische Calvariegroep
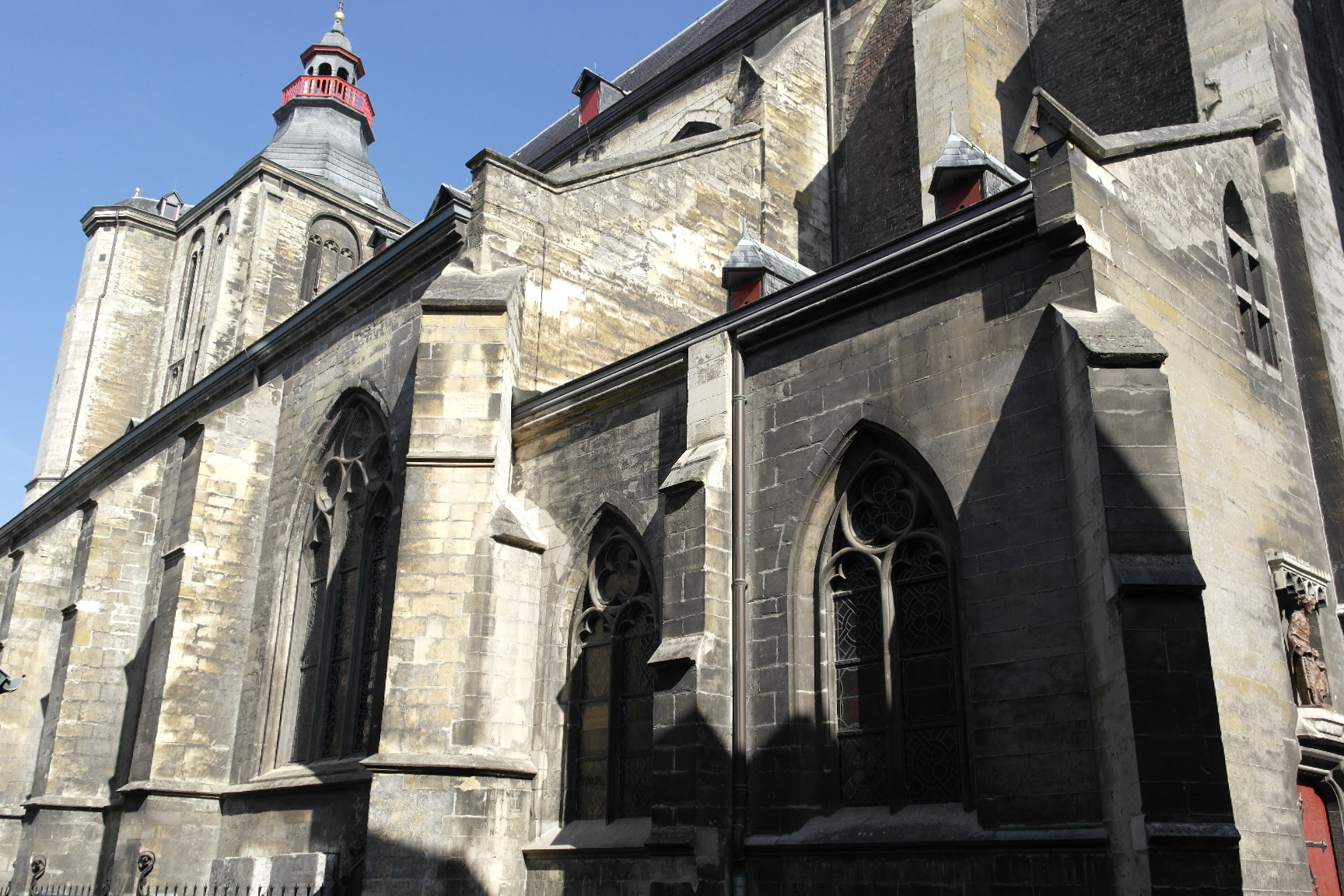
Doopkapel, zuiderbeuk en toren
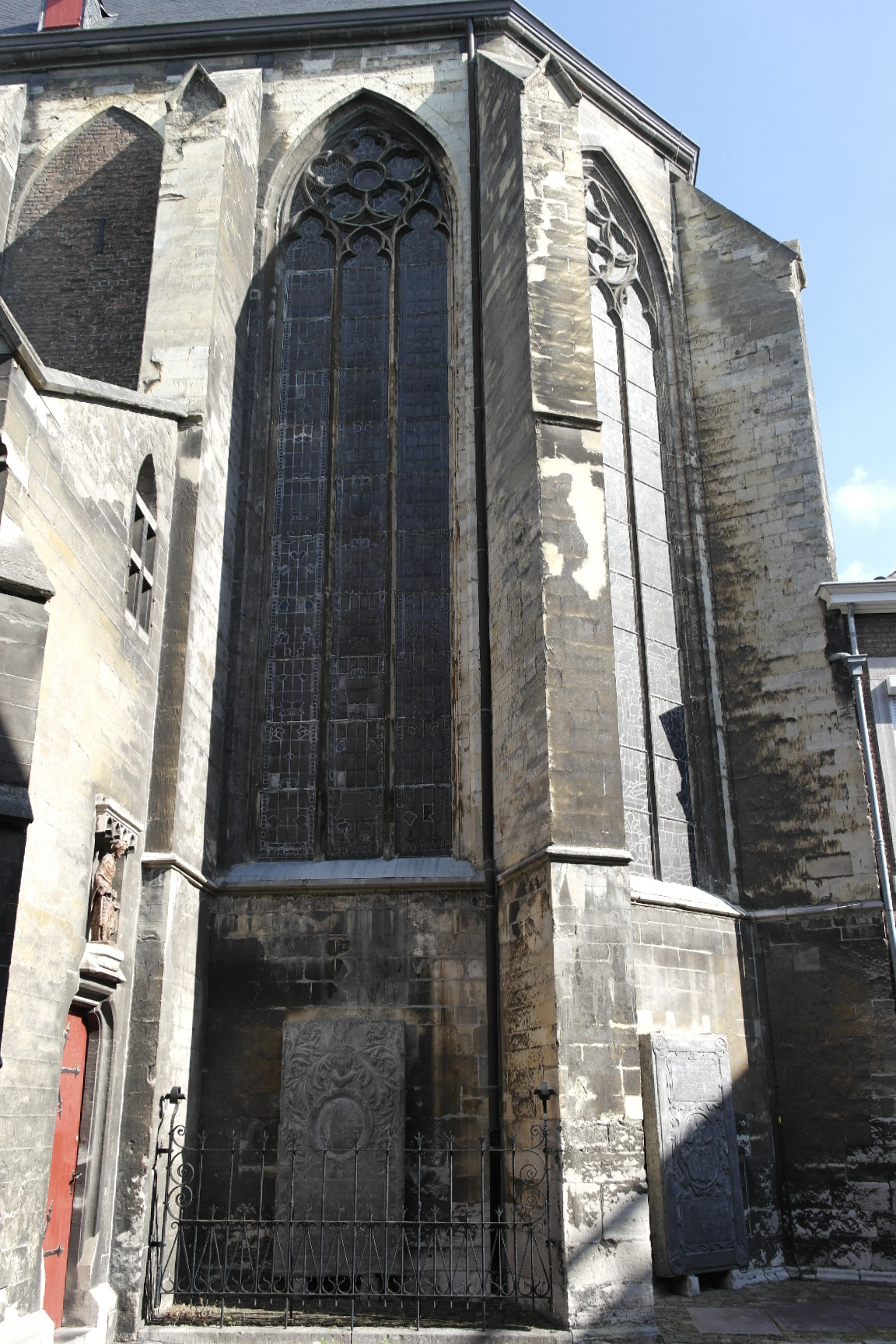
Apsis van de kerk met steunberen

### Interieur en meubilair
Het interieur bestaat uit een middenschip van zes traveeën met daarop aansluitend een hoog priesterkoor van twee traveeën, en twee lagere zijbeuken. De zijbeuken worden van het schip gescheiden  door onregelmatige rijen zuilen met ongelijke kapitelen, waaronder enkele Maaskapitelen. De gebeeldhouwde consoles, die de gewelfribben dragen, stellen engelenfiguren voor. De derde engel aan de noordzijde draagt het wapen van prins-bisschop Jan van Horne, de vijfde het stadswapen van Maastricht. De benedenverdieping van de toren doet dienst als kerkportaal. Het barokke tochtportaal (onder het orgel) is uit 1680 en is afkomstig uit de voormalige Augustijnenkerk. Het koor heeft een vijfhoekig gesloten apsis met hoge, gotische ramen. Het marmeren volksaltaar komt uit de gesloopte Derde Franciscanerkerk. De preekstoel is in Lodewijk XIV-stijl. De doopvont uit 1707 werd meegenomen uit de Catharinakapel. Een oudere doopvont uit circa 1300 bevindt zich in de collectie van het Bonnefantenmuseum.

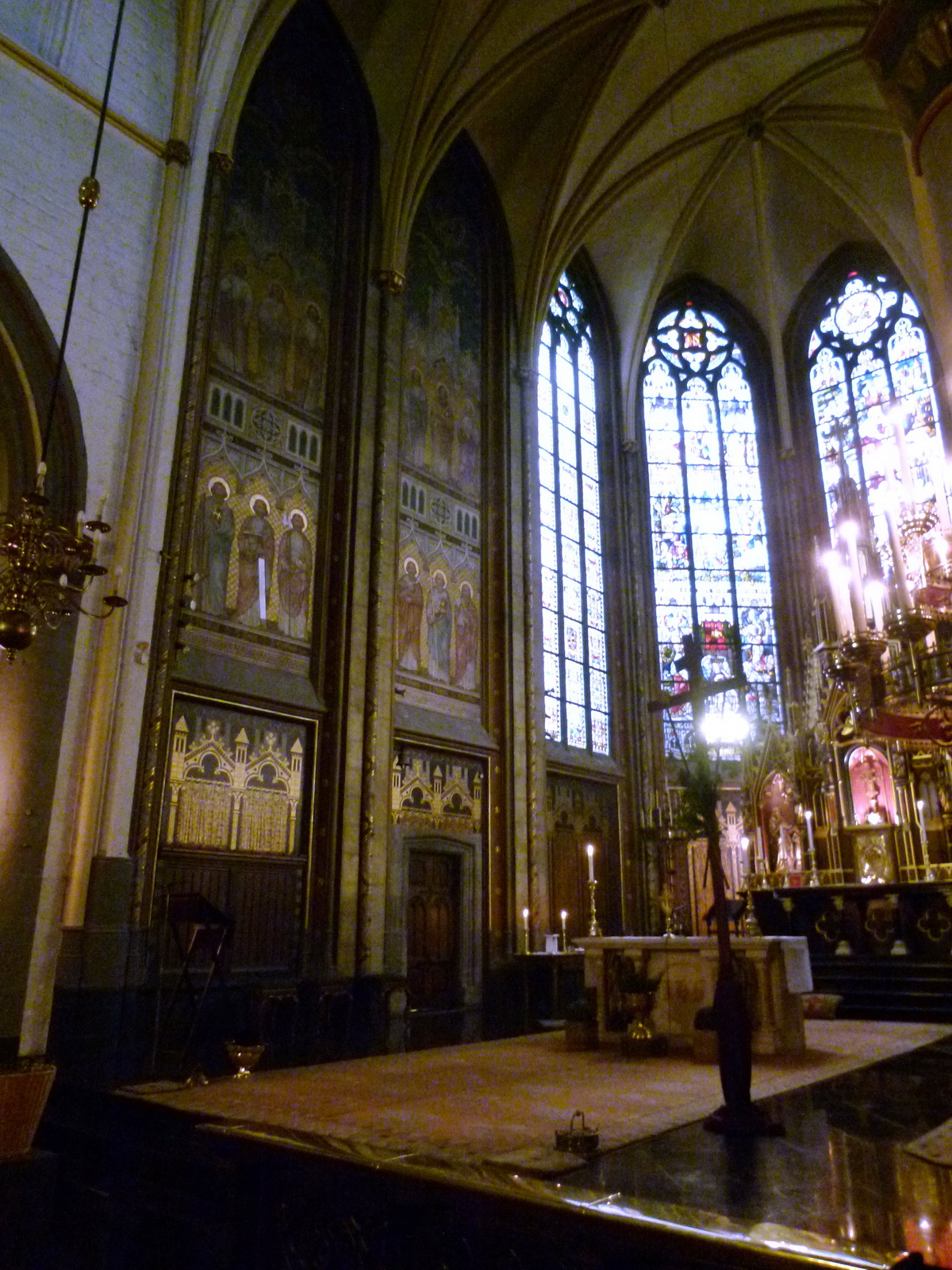
Koor met neogotische fresco's en ramen
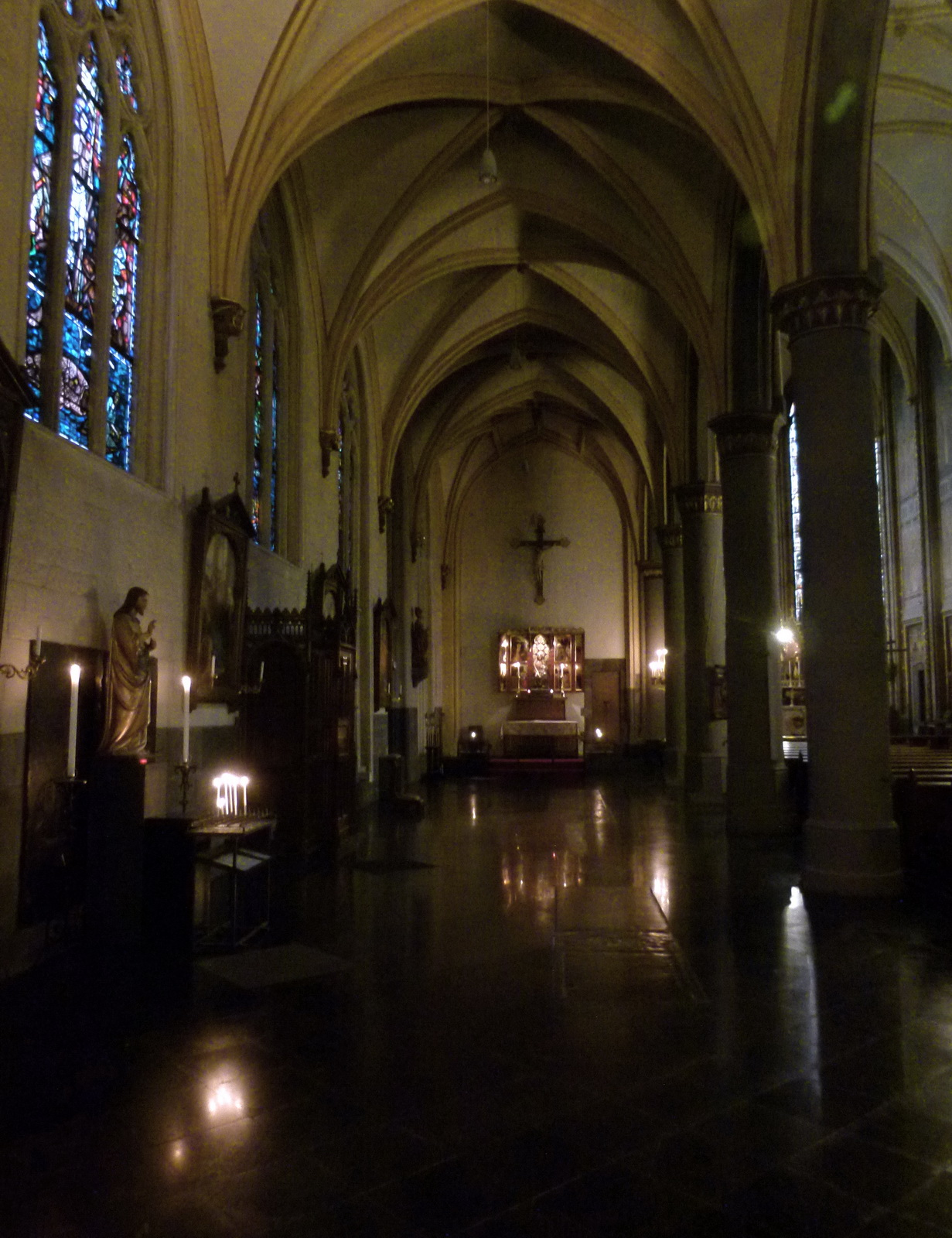
Noorderzijbeuk
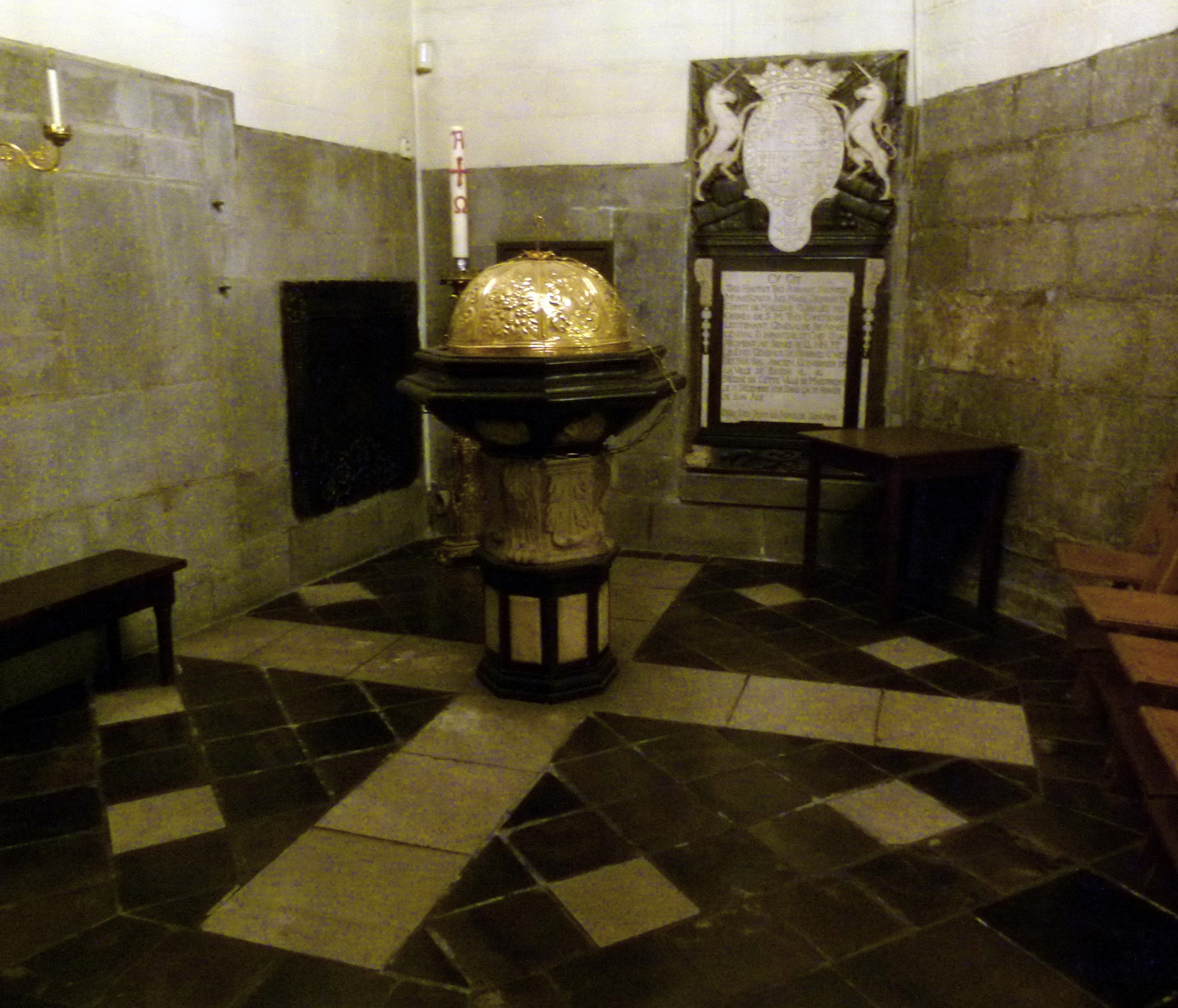
Doopkapel in zuiderbeuk
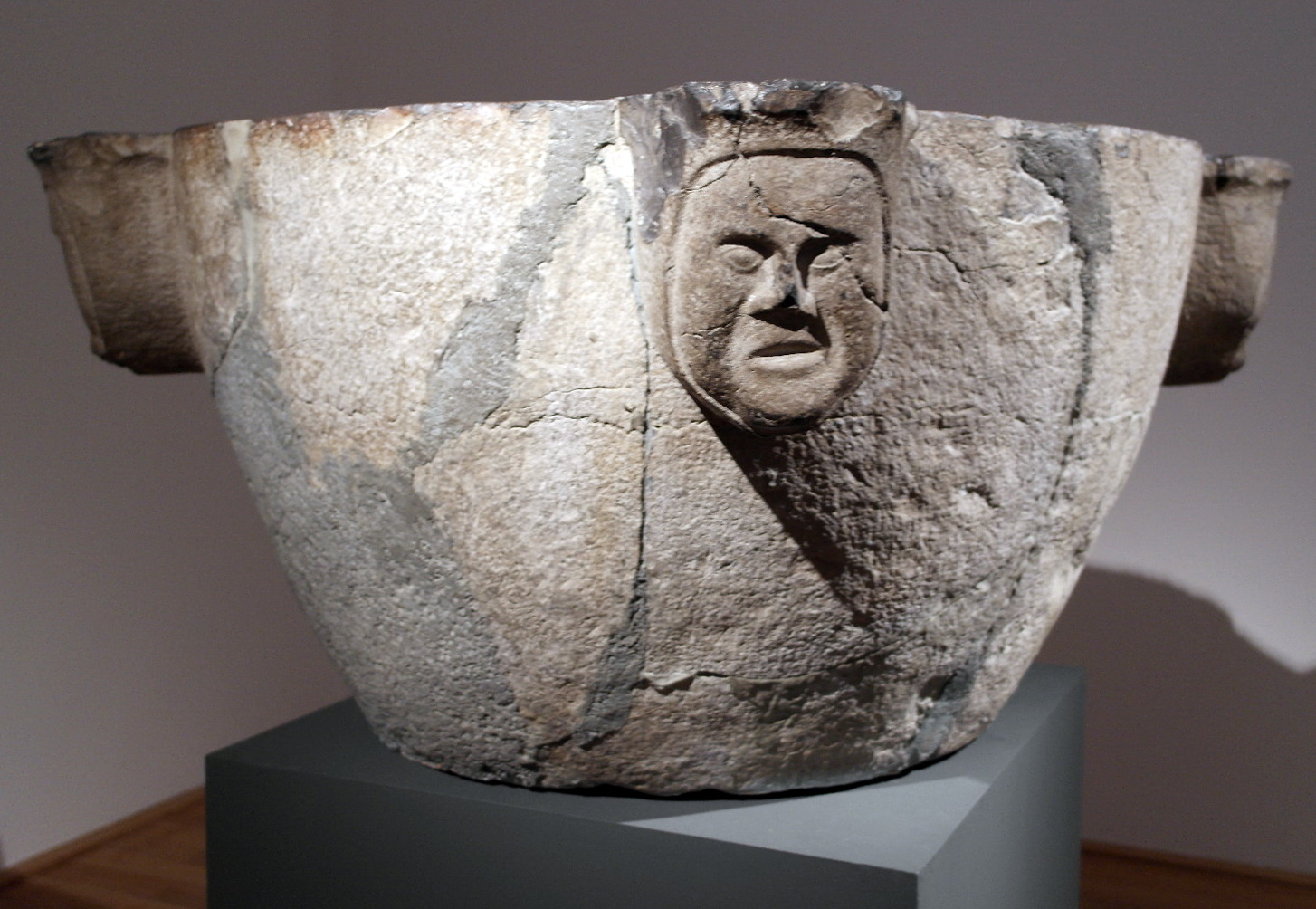
Romaans doopvont (Bonnefantenmuseum)

### Orgel
De Sint-Matthiaskerk beschikt over een groot 3-manuaals kerkorgel. Het orgel stamt uit 1808, werd oorspronkelijk gebouwd door de Maastrichtse orgelbouwer Joseph Binvignat en werd in 1990 gerestaureerd.

### Kunst en kunstvoorwerpen
In het interieur bevinden zich enkele laatgotische schilderingen, waaronder een Verrijzenis uit 1585 in de noordbeuk. In de 19e eeuw werd de kerk in neogotische stijl beschilderd, maar die verdwenen in de jaren 1920 grotendeels onder een pleisterlaag en een plint van marmerplaten. De meeste glas-in-loodramen in de kerk zijn 19e-eeuws; enkele latere toevoegingen zijn van de hand van Charles Eyck.
De kerk bezit diverse laatgotische beelden, waaronder een 15e-eeuwse Piëta en een vrouwelijke heilige (eerst Maria Magdalena, nu meestal aangeduid als Cecilia) van Jan van Steffeswert. Tot de kostbaarheden van de kerk behoren een groot aantal reliekhouders, miskelken, monstransen en ander liturgisch vaatwerk. Bijzonder is een verzameling 18e- en 19e-eeuwse zilveren broederschapsplaquettes.

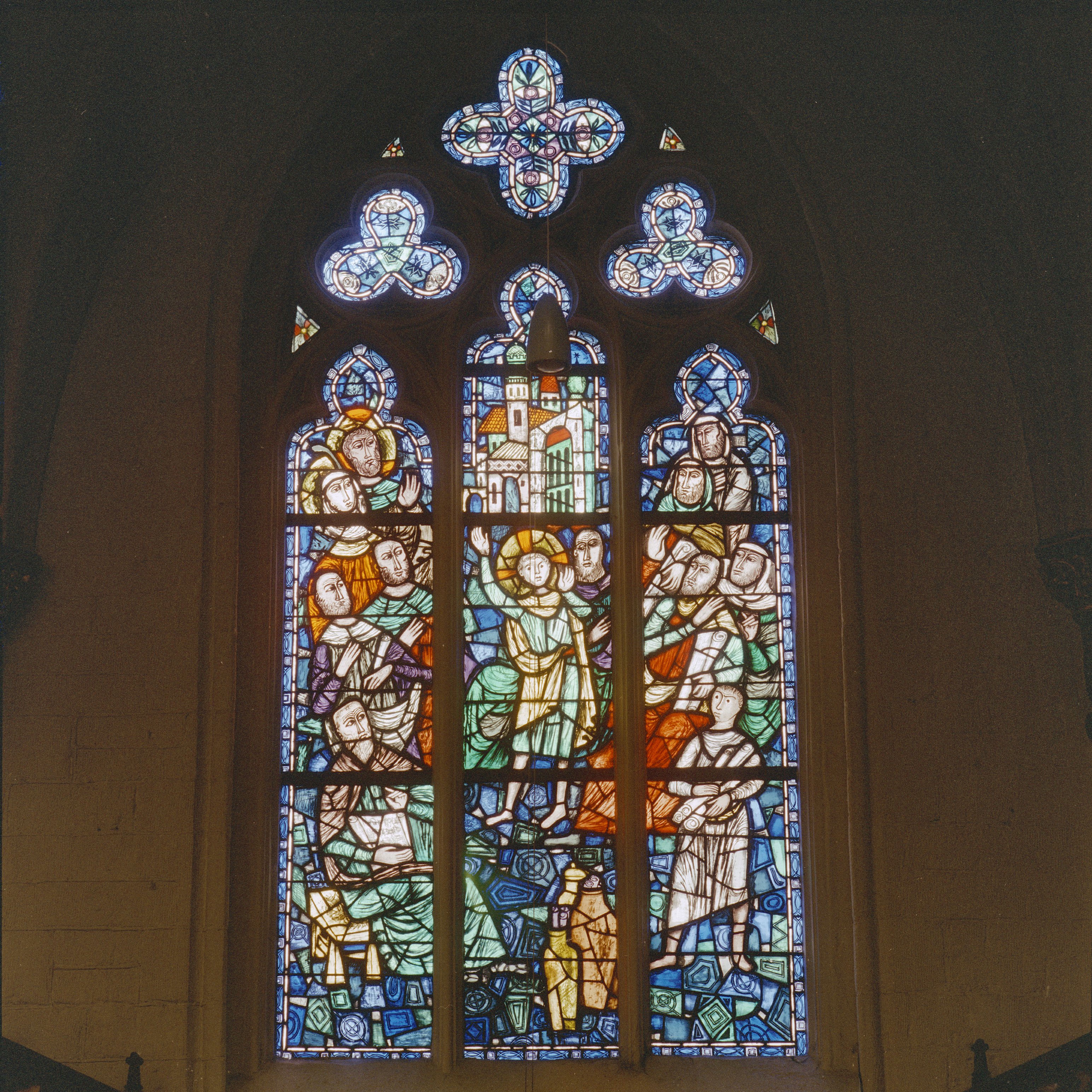
Glas-in-loodraam van Charles Eyck
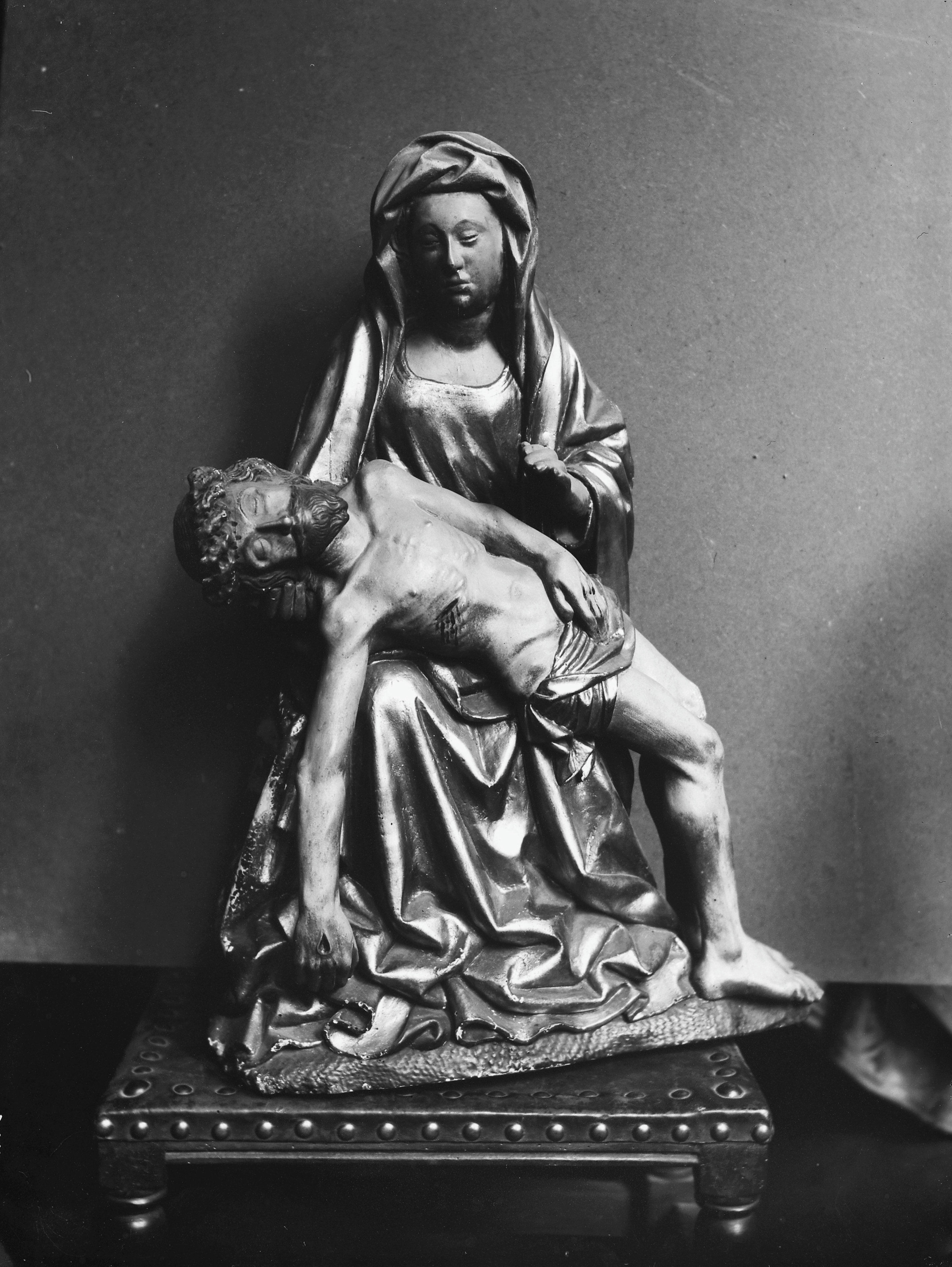
15e-eeuwse Piëta
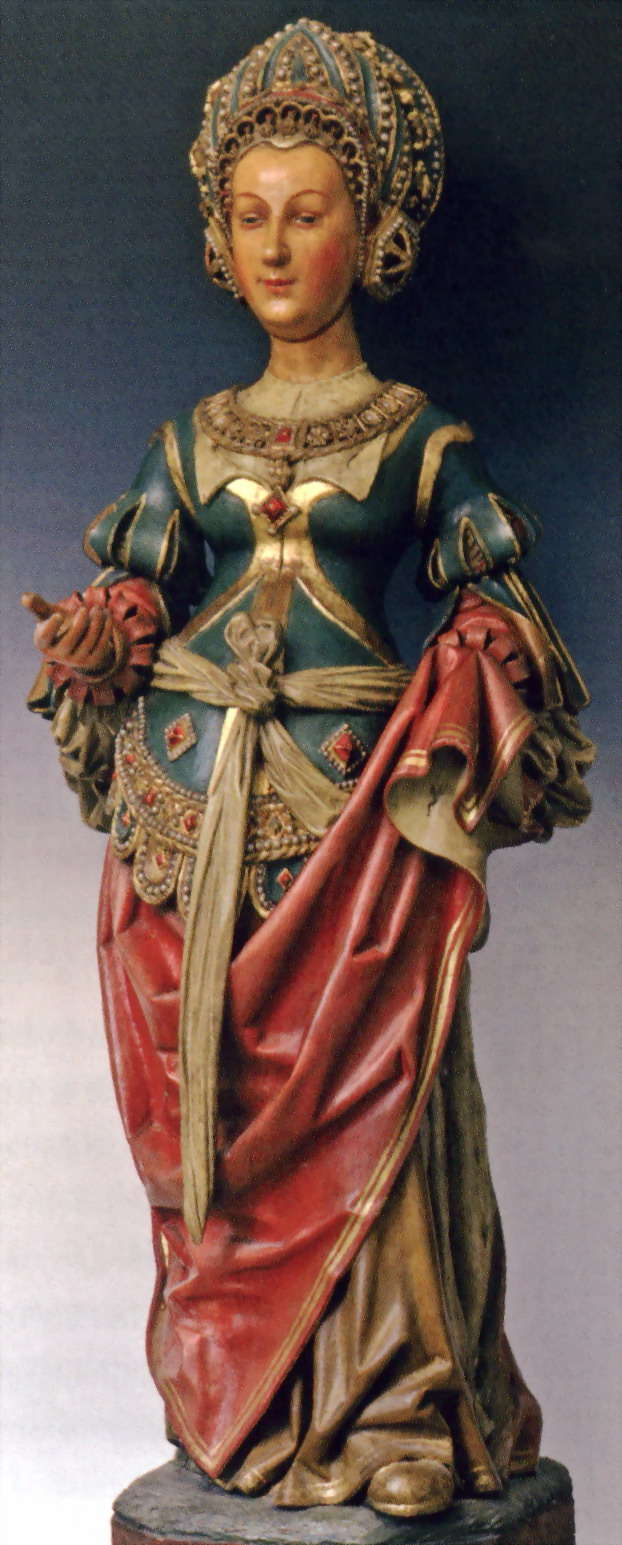
Beeld Sint-Cecilia van Jan van Steffeswert
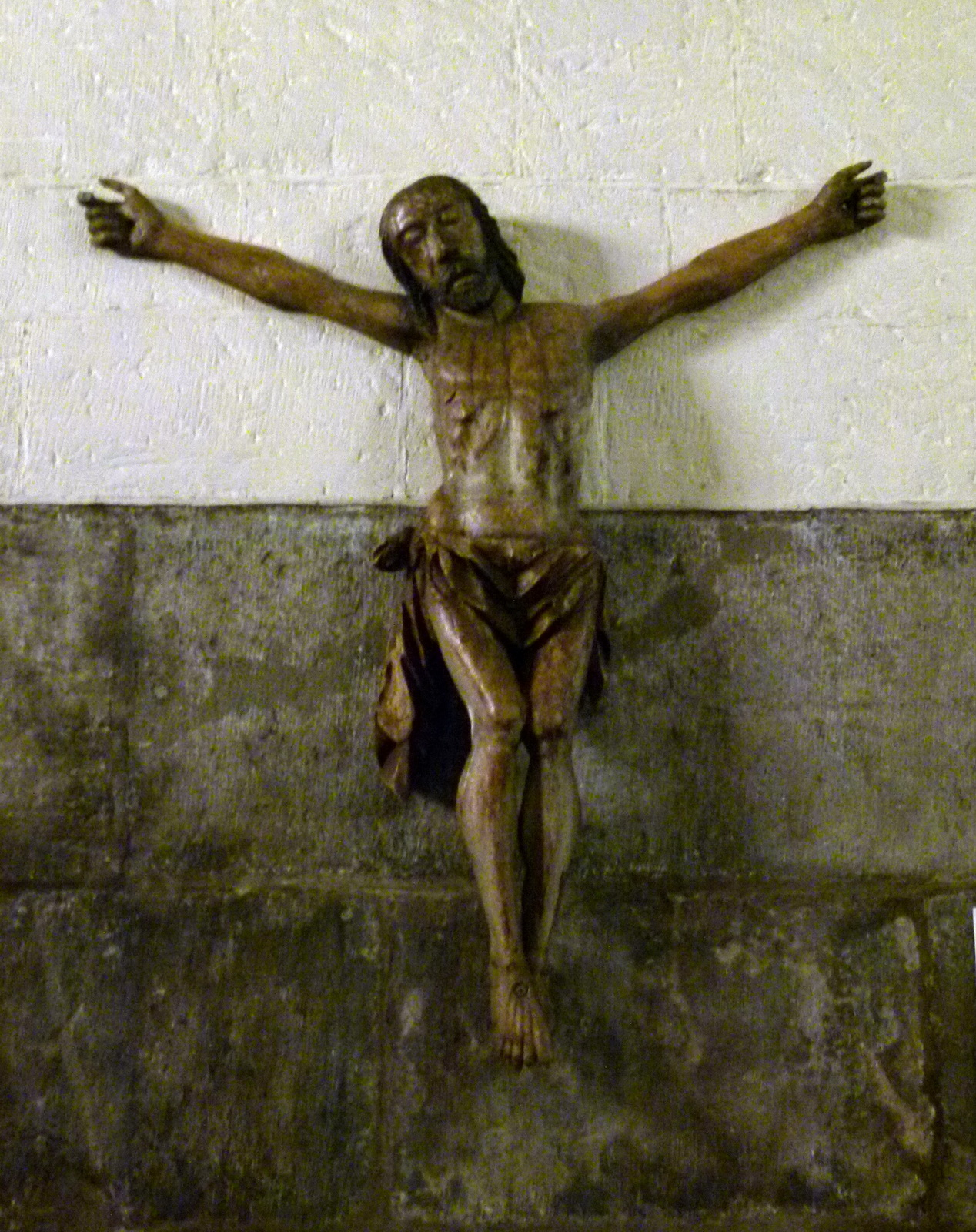
Corpus

### Grafmonumenten
In de Sint-Mathijskerk bevinden zich grafstenen en -monumenten uit zowel de katholieke als de protestantse periode. Bijzonder is de dubbele grafsteen van Peter Nysman († 7 maart 1611), zijn vrouw Mechteld Ghysen († 7 november 1602), hun zoon Johan Nysman (onleesbaar) en diens vrouw Amelye van Liechtenburg († 13 december 1619).
In de westelijke wand van de noordbeuk bevindt zich een marmeren epitaaf van de Spaanse officier Marco Antonio Simoneta, heer van Torrichela, die bij het beleg van 1579 was gesneuveld. Het monument bestaat uit een witmarmeren reliëfvoorstelling van de verrijzenis van Christus, omgeven door zwartmarmeren pilasters. Onder het epitaaf bevindt zich op een plaat van blauwe steen het wapen van de overledene en een Latijns opschrift. Het monument bevond zich aanvankelijk tegen de zuidmuur van het koor en is vermoedelijk begin 19e eeuw verplaatst naar de meest oostelijke travee van de noordbeuk, later naar de zuidbeuk.
Uit de protestantse periode dateren onder andere de grafsteen van Willem op den Kamp († 20 mei 1704) en de gebeeldhouwde epitaaf van Ives Marie Desmarrets, graaf van Maillebois en gouverneur van Breda († 13 december 1792). Tegen de zuidelijke buitenmuur bevinden zich eveneens enkele grafstenen.

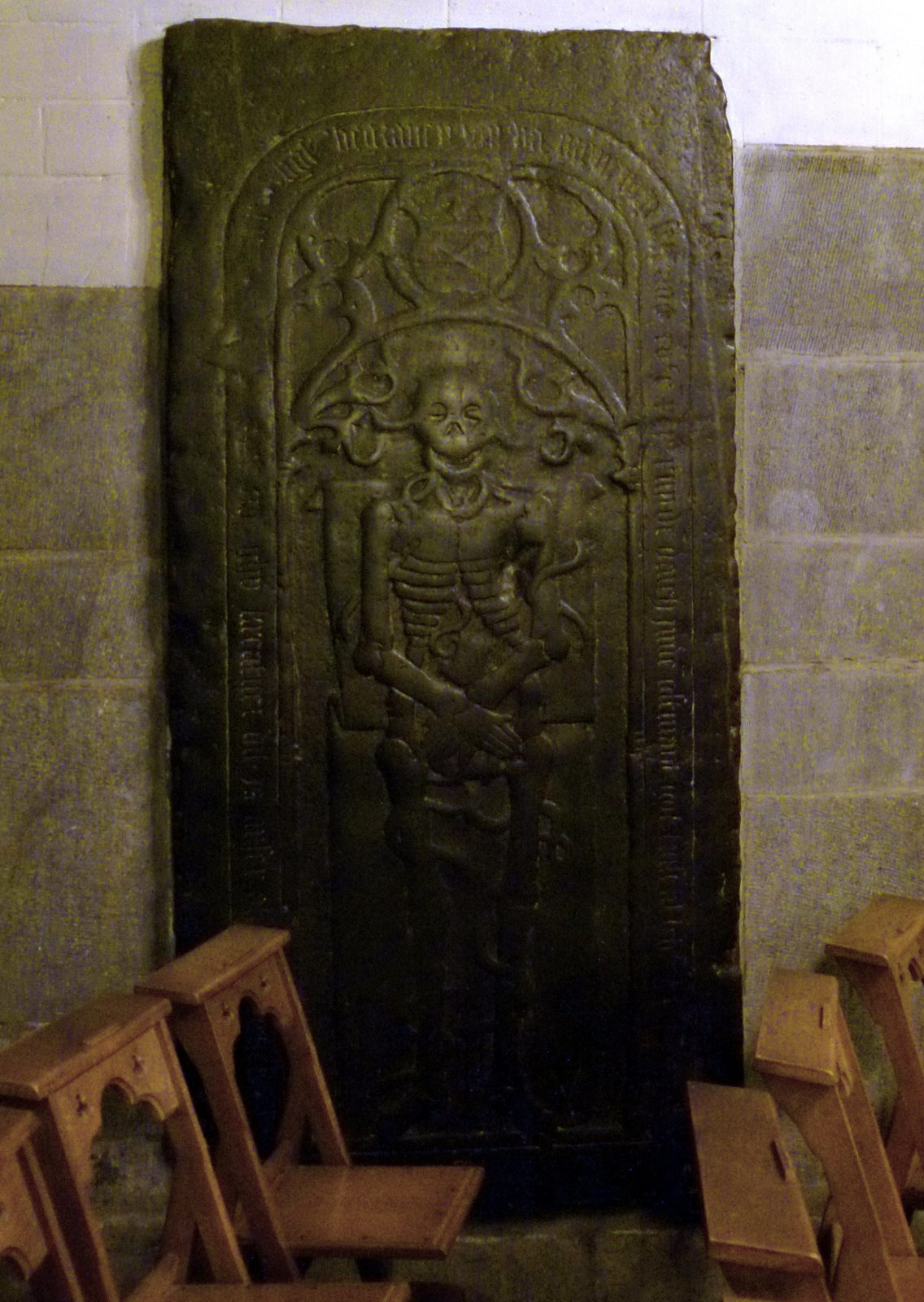
Grafsteen Joost van Menen († 1530)
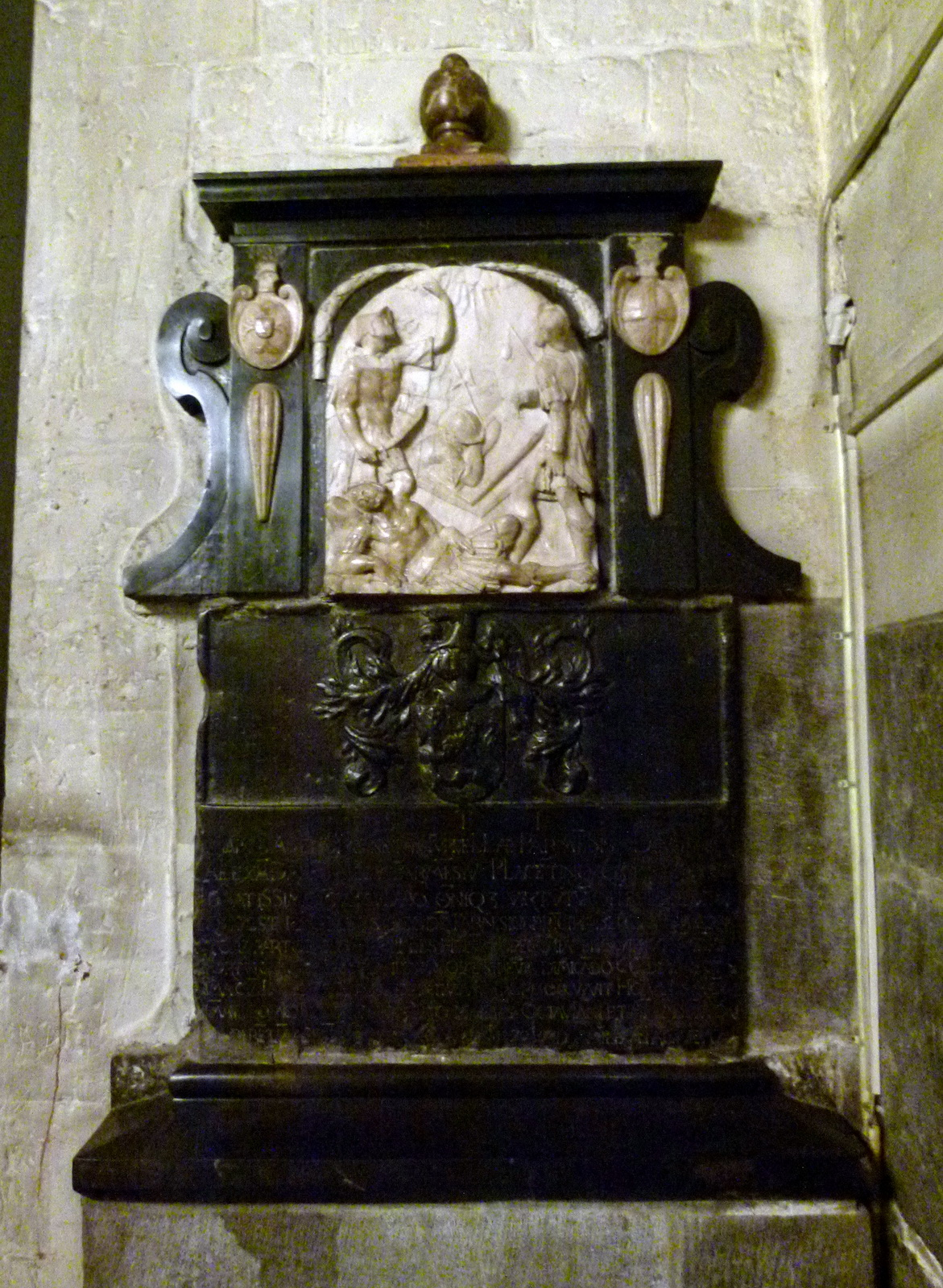
Epitaaf Marco Antonio Simoneta († 1579)
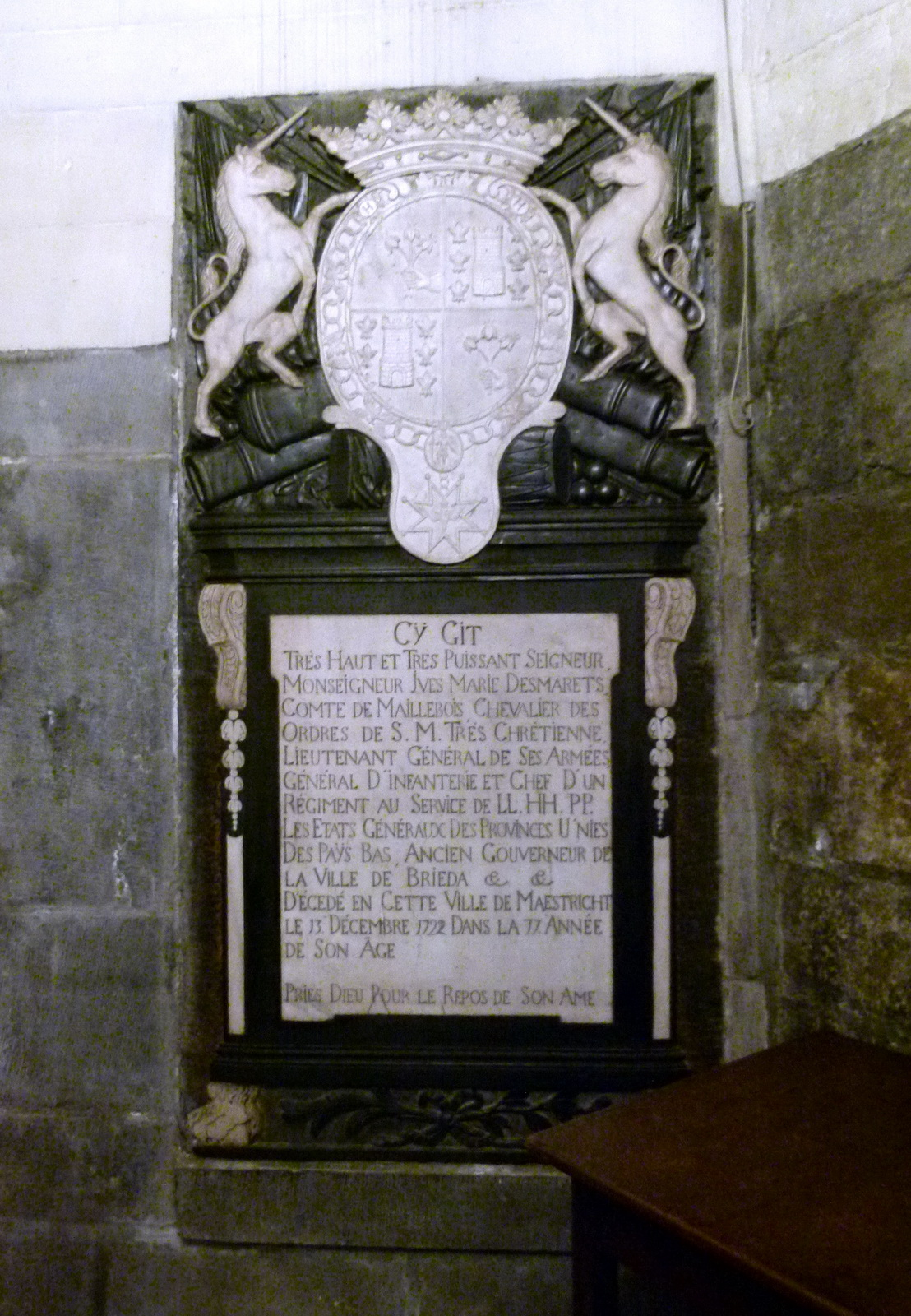
Epitaaf graaf van Maillebois († 1792)
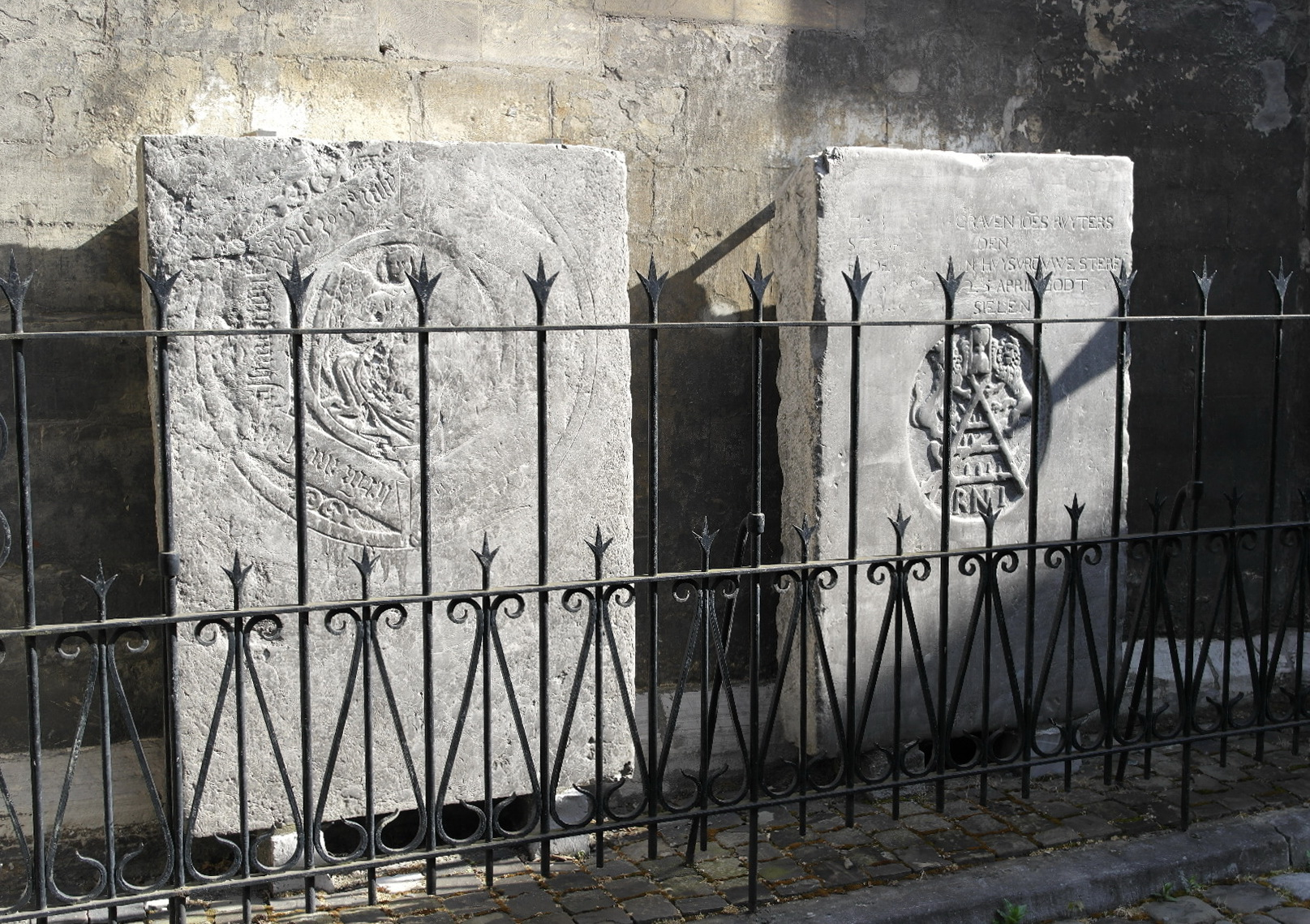
Grafstenen buiten de kerk

## Trivia
- In 1487 ontstond paniek in de kerk, nadat een 14-jarige jongen een os de kerk in had gedreven. Eén jongen kwam om het leven; anderen raakten gewond.[10]
- Op 14 mei 1520 woonde Karel V, die zijn Blijde Intrede in Maastricht hield, de zondagse hoogmis bij in de Sint-Matthijskerk. Na afloop schonk hij een grote som geld aan de armen van de parochie.[11]
- In 1521 stroomde de Maas over en stond de kerk dagenlang blank, waardoor een aantal graven inzakten en grafstenen braken.[12]
- In 1555 droeg Granvelle de mis op in de Sint-Matthijs. Na het lof liep hij met een brandende toorts mee in de processie.[13]
- In de 17e eeuw ontstond het fabeltje dat de lakenwevers van het Boschstraatkwartier de bouw van de kerk hadden bekostigd door elke keer als er gevloekt werd een boete te heffen.[14]